# Церковь Виттшёвле
Церковь Виттшёвле (швед. Vittskövle kyrka, дат. Vidskøvle kirke) — церковь в Швеции, в лене Сконе.
Построена была в XII—XIII веках, в XV веке к северу была пристроена капелла, посвящённая Святой Анне. В 1480-х годах своды были расписаны фресками на сюжеты Книги Бытия, реставрированными в XX веке. В XVI веке была пристроена колокольня. В XVII веке к югу от церкви была пристроена усыпальница рода Барнеков.
В церкви сохранилась средневековая крестильная купель.
Церковь Виттшёвле может одновременно вместить в себе до 140 прихожан.